# Miguel Bañuz

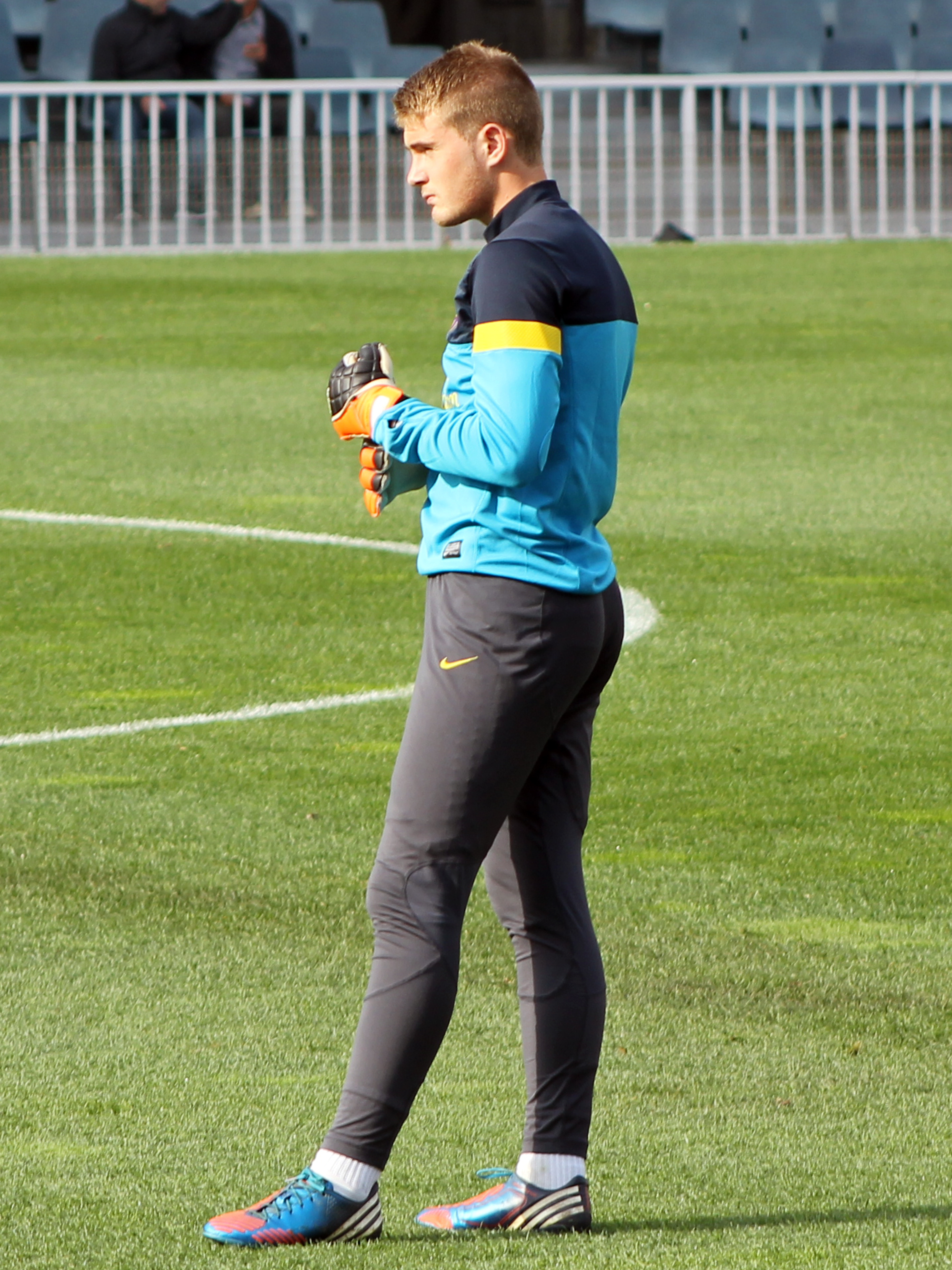
Bañuz als speler van FC Barcelona

Miguel Bañuz Antón (Elche, 26 juni 1993) is een Spaans voetballer. Hij speelt als doelman bij Villarreal CF.
Bañuz speelde tot 2011 bij Elche CF, waarna hij vertrok naar FC Barcelona. De doelman begon in de Juvenil A, het hoogste jeugdelftal van de club. In 2012 kwam hij bij de selectie van FC Barcelona B. Hij was in het seizoen 2012/2013 hoofdzakelijk derde doelman achter Oier Olazábal en Jordi Masip. Op 22 december 2012 maakte Bañuz tegen Girona FC zijn debuut voor het tweede elftal in de Segunda División A. In 2014 vertrok hij naar Villarreal. 

## Statistieken
| seizoen    | club           | land   | competitie         | wed. | goals |
| ---------- | -------------- | ------ | ------------------ | ---- | ----- |
| 2012/13    | FC Barcelona B | Spanje | Segunda División A | 4    | 0     |
| 2013/14    | FC Barcelona B | Spanje | Segunda División A | 1    | 0     |
| Bijgewerkt | 31-08-2014     |        |                    |      |       |